# Sân bay London Stansted
Sân bay London Stansted (mã sân bay IATA: STN, mã sân bay ICAO: EGSS) là một sân bay ở Luân Đôn Anh, Vương quốc Anh. Sân bay London tọa lạc ở tại Mountfitchet Stansted trong huyện chính quyền địa phương Uttlesford ở Essex, 48 km (30 dặm) phía đông bắc của trung tâm London.
Stansted là một trung tâm cho một số các hãng hàng không giá rẻ lớn của châu Âu, là cơ sở lớn nhất cho hãng giá rẻ lớn Ryanair với hơn 100 điểm đến phục vụ của hãng hàng không. Đây là sân bay bận rộn nhất thứ ba ở Vương quốc Anh và sân bay lớn thứ ba phục vụ khu vực London, sau sân bay Heathrow và sân bay Gatwick, nó là một trong sáu sân bay quốc tế ở London, cùng với Luton, London City và Southend. Đường băng Stansted cũng được sử dụng bởi các công ty tư nhân chẳng hạn nhà ga Harrods là đối diện với tòa nhà ga chính và phục vụ máy bay tư nhân và các chuyến thăm nhà nước.
Sân bay này thuộc sở hữu và vận hành bởi BAA, cũng sở hữu và điều hành năm sân bay khác của Anh, và là thuộc sở hữu của FGP TopCo Limited, một tập đoàn quốc tế cũng bao gồm Caisse de dépôt et placement du Québec và GIC Special Investments, dẫn đầu bởi Ferrovial Group Tây Ban Nha..

## Hãng hàng không và tuyến bay

### Hành khách
| Hãng hàng không                         | Các điểm đến |
| --------------------------------------- | --- |
| Atlantic Airways                        | Seasonal: Vágar |
| AtlasJet                                | Antalya [begins 7 April], Istanbul-Atatürk [begins 2 April] |
| Aurigny Air Services                    | Guernsey, Jersey |
| Austrian Airlines                       | Seasonal: Innsbruck [begins 7 January] |
| BH Air                                  | Seasonal: Bourgas |
| Bmibaby                                 | Belfast-City |
| Cyprus Airways                          | Larnaca |
| EasyJet                                 | Alicante, Amsterdam, Asturias, Barcelona, Belfast-International, Bilbao, Cagliari, Copenhagen, Edinburgh, Faro [ends 4 April], Fuerteventura [ends 24 March], Glasgow-International, Ljubljana, Lyon, Málaga, Munich, Naples, Nice, Palma de Mallorca, Prague, Tallinn Seasonal: Bodrum, Dalaman, Dubrovnik, Geneva, Grenoble, Ibiza, Split |
| Germanwings                             | Köln/Bonn, Hanover, Stuttgart |
| Pegasus Airlines                        | Istanbul-Sabiha Gökçen Seasonal: Bodrum |
| Pegasus Airlines operated by IZair      | Izmir |
| Ryanair                                 | Aarhus, Alghero, Alicante, Ancona, Barcelona, Bari, Bergerac, Berlin-Schönefeld, Biarritz, Billund, Bologna, Bratislava, Bremen, Brindisi, Brno, Bydgoszcz, Carcassonne, Cork, Derry, Dinard, Dublin, Eindhoven, Faro, Fez, Frankfurt-Hahn, Fuerteventura, Gdańsk, Genoa, Gothenburg-City, Gran Canaria, Graz, Haugesund, Karlsruhe/Baden-Baden, Katowice, Kaunas, Kerry, Klagenfurt, Knock, Kraków, La Rochelle, Lanzarote, Leipzig/Halle, Limoges, Linz, Łódź, Lourdes, Madrid, Málaga, Malmö, Marseille, Memmingen, Milan-Bergamo, Murcia, Oslo-Rygge, Oslo-Torp, Palma de Mallorca, Parma, Perugia, Pescara, Pisa, Plovdiv, Poitiers, Porto, Poznań, Riga, Rimini, Rodez, Rome-Ciampino, Rzeszów, Santiago de Compostela, Salzburg, Santander, Seville, Shannon, Stockholm-Skavsta, Stockholm-Västerås, Szczecin, Tampere, Tenerife-South, Thessaloniki, Tours, Trapani, Trieste, Turin, Turku [begins 27 March], Valencia, Venice-Treviso, Valladolid, Verona, Vilnius, Weeze, Wrocław, Zaragoza Seasonal: Almería, Araxos Patras [begins 27 March], Chania [begins 27 March], Corfu, Girona, Grenoble, Ibiza, Jerez de la Frontera, Kos [begins 27 March], Perpignan, Pula, Reus, Rhodes, Toulon, Zadar |
| Strategic Airlines                      | Seasonal: Larnaca [begins 22 July] |
| Thomas Cook Airlines                    | Seasonal: Antalya, Bodrum, Dalaman, Enfidha, Fuerteventura, Gran Canaria, Ibiza, Izmir, Kos, Lanzarote, Minorca, Palma de Mallorca, Sharm el-Sheikh, Tenerife-South, Zakynthos |
| Thomson Airways                         | Lanzarote, Sharm el-Sheikh, Tenerife-South Seasonal: Antalya, Corfu, Dalaman, Enfidha, Faro, Fuerteventura, Gran Canaria, Grenoble, Heraklion, Ibiza, Innsbruck, Kefalonia, Larnaca, Minorca, Palma de Mallorca, Paphos, Rhodes, Salzburg, Turin, Zakynthos |
| Titan Airways                           | Seasonal: Bergen, Calvi, Chambéry, Grenoble, Sion |
| Turkish Airlines operated by Anadolujet | Ankara |
| WOW air                                 | Reykjavik-Keflavik [begins 3 June] |

### Hàng hóa
| Hãng hàng không                                               | Các điểm đến |
| ------------------------------------------------------------- | --- |
| Asiana Cargo                                                  | Milan-Malpensa, Seoul-Incheon |
| British Airways World Cargo operated by Global Supply Systems | Atlanta, Bahrain, Chennai, Chicago-O'Hare, Dammam, Delhi, Frankfurt, Hong Kong, Houston-Intercontinental, Mumbai, Munich, Seattle/Tacoma, Zaragoza |
| Coyne Airways operated by Global Supply Systems               | Cologne/Bonn, Tbilisi |
| FedEx Express                                                 | Dublin, Indianapolis, Memphis, Newark, Paris-Charles de Gaulle                                                                                     |
| FedEx Feeder operated by Air Contractors                      | Amsterdam, Manchester |
| FedEx Feeder operated by Swiftair                             | Glasgow-International |
| Jet2.com                                                      | Edinburgh, Newcastle |
| Martinair Cargo                                               | Aguadilla, Amsterdam, Bogota |
| Royal Jordanian Airlines                                      | Amman-Queen Alia, New York-JFK |
| Titan Airways                                                 | Belfast-International, Edinburgh, Exeter |
| TNT Airways                                                   | Liège |
| UPS Airlines                                                  | Cologne/Bonn, Newark, Philadelphia |